# Сухаревы
Сухаревы (Сухоревы) — дворянский род.
Фамилии Сухаревых, Михайло Фёдоров сын за службу, походы и храбрость пожалован поместьями (1672) и на оные грамотою, также и другие многие сего рода Сухаревы Российскому Престолу служили дворянские службы в разных чинах.

## Описание герба
Щит разделён горизонтально на две части, из коих в верхней, в голубом поле, находится золотой лев, обращённый в правую сторону. В нижней части, в серебряном поле, изображены три драгоценных камня (изм. польский герб Заремба).
На щите дворянский коронованный шлем. Нашлемник: выходящий лев. Намёт на щите голубой, подложенный золотом.

## Известные представители
- Сухарев Фёдор — воевода в Усерде (1665).
- Сухоревы: Фёдор Иванович и Богдан Иванович — московские дворяне (1672—1692).
- Сухоревы: Матвей Богданович и Иван Дружинин — стряпчие (1692).
- Сухоревы: Савва Мартемьянович, Лаврентий Панкратьевич, Михаил, Мартемьян и Иван Фёдоровичи — стольники (1676—1696)[3][4].